# 望江镇
望江镇，是中华人民共和国黑龙江省佳木斯市郊区下辖的一个乡镇级行政单位。

## 行政区划
望江镇下辖以下地区：
望江社区、北四合村、德新村、东付中村、东明村、佳兴村、景阳村、立新村、临江村、望江村、望胜村、文俊村、西付中村和新合村。